# Gian Giorgio Trissino (équitation)
Pour les articles homonymes, voir Trissino (homonymie).
Giovanni Giorgio Trissino dal Vello d'Oro, né le 22 juillet 1877 à Vicence  et mort le 22 décembre 1963 à Milan, est un cavalier italien.

## Biographie
Gian Giorgio Trissino est double médaillé olympique d'équitation aux Jeux olympiques d'été de 1900 se tenant à Paris. Il remporte la médaille d'argent en saut en longueur sur le cheval Oreste et partage avec le Français Dominique Maximien Gardères la médaille d'or en saut en hauteur. Il est ainsi le premier champion olympique italien de l'histoire.
Le 7 mai 2015, en présence du président du Comité national olympique italien (CONI), Giovanni Malagò, a été inauguré  le Walk of Fame du sport italien dans le parc olympique du Foro Italico de Rome, le long de Viale delle Olimpiadi. 100 tuiles rapportent chronologiquement les noms des athlètes les plus représentatifs de l'histoire du sport italien. Sur chaque tuile figure le nom du sportif, le sport dans lequel il s'est distingué et le symbole du CONI. La première de ces tuiles lui est dédiée.